# Japan's Next Beauty
『Japan's Next Beauty』（ジャパンズ ネクスト ビューティー）は、FOXチャンネルで2013年6月23日から8月11日まで毎週日曜日21:00 - 22:00に放送されたオーディションリアリティ番組。サブタイトルは「日本の新しいスターを発掘」。全8回。

## 概要
FOXジャパンが手掛けるオリジナル・オーディション番組。藤原紀香をメイン審査員に迎え、次世代スターの称号「Japan's Next Beauty」の座をかけて女性たちが競い合う。
放送に先駆けて参加者を公募 。書類審査を通過した約30名から第1次審査の合格者15名が出演。候補者たちは合宿生活を送りながら、トレーナー兼審査員として参加する各ジャンルのプロの指導を受け、さまざまな課題に挑戦。ステージごとの審査により毎回候補者が絞り込まれ、最終的に1人が決定する。
2013年7月26日に、最終回の公開収録とアフターパーティーが視聴者15組30名を招待して代官山鳳鳴館で行われた。
同局で放送されているアメリカの人気オーディション番組『America's Next Top Model』とは直接の関連は無い。

## 優勝賞品
- 賞金100万円
- FOXジャパンのイメージガールとして優勝後1年間FOXチャンネルの番組やイベントなどに出演
- ファッション誌『25ans』・『ELLE』に見開き2ページで登場

## キャスト
審査員長
- 藤原紀香

審査員
- 本田ヒカル（ピカ子）
- 桐島ローランド[3]

審査アシスタント
- 神山まりあ

トレーナー
- 大貫勇輔（#4-6,8）
- 安蘭けい（#5-6,8）
- ちあきしん（#5,8）
- 大谷章文（#6,8）

特別ゲスト
- 雑賀英敏・よねかわあや・秋山すなお（TONI&GUY）（#4,8）
- 塚本香（エル・ジャポン編集長）（#7,8）
- 十河ひろ美（25ans編集長）（#7,8）
- 井上強（PV制作・演出）（#7,8）
- 芦田多恵（#8）

### 候補者
※年齢・所属は放送当時
| 候補者     | 年齢 | 身長(cm) | 所属事務所               | 脱落回 |
| ---------- | ---- | -------- | ------------------------ | ------ |
| 尾崎衣知子 | 22   | 168      | ABP inc.                 | 第2回  |
| 川東眞央   | 18   | 157      | EXPG（東京校）           | 第7回  |
| 川辺優紀子 | 22   | 168      | ベンヌ                   | 第8回  |
| 草刈情美   | 23   | 170      | サトルジャパン           | 第7回  |
| 熊谷恵理子 | 20   | 171      | 一般公募                 | 第5回  |
| 黒部菜々佳 | 23   | 172      | 東宝芸能                 | 第5回  |
| KeKe       | 22   | 165      | サトルジャパン           | 第4回  |
| 桜めい     | 25   | 168      | ABP inc.                 | 第3回  |
| 島村みやこ | 24   | 170      | ABP inc.                 | 第2回  |
| 宗心晴菜   | 18   | 172      |                          | 第3回  |
| 立野リカ   | 23   | 177      | ボン・イマージュ         | 優勝者 |
| 梨木まい   | 20   | 164      | アーブル                 | 第6回  |
| 平塚千瑛   | 26   | 170      | 三枝プランニング         | 第4回  |
| 芽衣       | 22   | 165      | 元ホリ・エージェンシー   | 第2回  |
| 渡邊エリー | 18   | 167      | レプロエンタテインメント | 第8回  |

- 島村、芽衣は「棄権」。理由は不明[6]。

## 放送時間
- 初回放送：日曜 21:00 - 22:00[7]
- リピート：火曜 17:00 - 18:00 / 水曜 10:30 - 11:30 / 土曜 13:00 - 14:00

## エピソード一覧
| No. | タイトル           | 初回放送      | 放送内容 |
| --- | ------------------ | ------------- | -------- |
| 1   | オーディション開始 | 2013年6月23日 |          |
| 2   | 米軍ブートキャンプ | 2013年6月30日 |          |
| 3   | ポージング         | 2013年7月7日  |          |
| 4   | ビフォア・アフター | 2013年7月14日 |          |
| 5   | 水着撮影           | 2013年7月21日 |          |
| 6   | ダンス審査         | 2013年7月28日 |          |
| 7   | 準決勝             | 2013年8月4日  |          |
| 8   | 決勝               | 2013年8月11日 |          |

## スタッフ
- 構成：武洋行、古川かおり（#4-8）
- CAM：小山英之
- VE：高橋慎吾
- 照明：高坂俊秀
- 美術協力：フジアール
- ナレーター：松浦敏昭
- 特別協力：米国防総省、在日米陸軍キャンプ座間、在日米陸軍司令部広報室、在日米陸軍所属部隊、第78航空大隊、在日米陸軍軍楽隊、在日米陸軍憲兵大隊、淡島ホテル、沼津エトワール・ダンススクール、H&M、電通クリエーティブX、TAE ASHIDA、代官山 鳳鳴館、アイ・エヌ・ジー、ディスクガレージ
- 制作協力：ニーシーズ
- AP：本多雅春
- キャスティング：池澤響、丹野菜保子
- ディレクター：柴崎孝雄、後藤駿介
- 演出：神村賢治
- 制作統括：HaruHaru
- 総合演出：加藤文近
- プロデューサー：許樹人（FOXインターナショナル・チャンネルズ・ジャパン）
- 編成：草間茂雄（同上）
- プロダクションマネージャー：坂井利帆（同上）
- プロダクションコーディネーター：柏木結（同上）
- プロジェクトマネージャー：吉留正浩（同上）
- 製作・著作：FOXインターナショナル・チャンネルズ・ジャパン

PV制作スタッフ（#7）
- 撮影：丸山和久
- 編集・MAスタジオ：マックレイ
- アートディレクター：小野寿愛
- 制作進行：犬飼達也、青山静香、橋爪雅樹、村上邦彦
- プロデューサー：丹生一朋
- 演出：井上強

ステージスタッフ（#8）
- 舞台総合演出：竹林忠邦
- 運営統括：宮澤昇一
- ディレクター：高田尚、井崎瑠衣
- プロデューサー：佐藤康文